# Voies ferrées économiques du Poitou

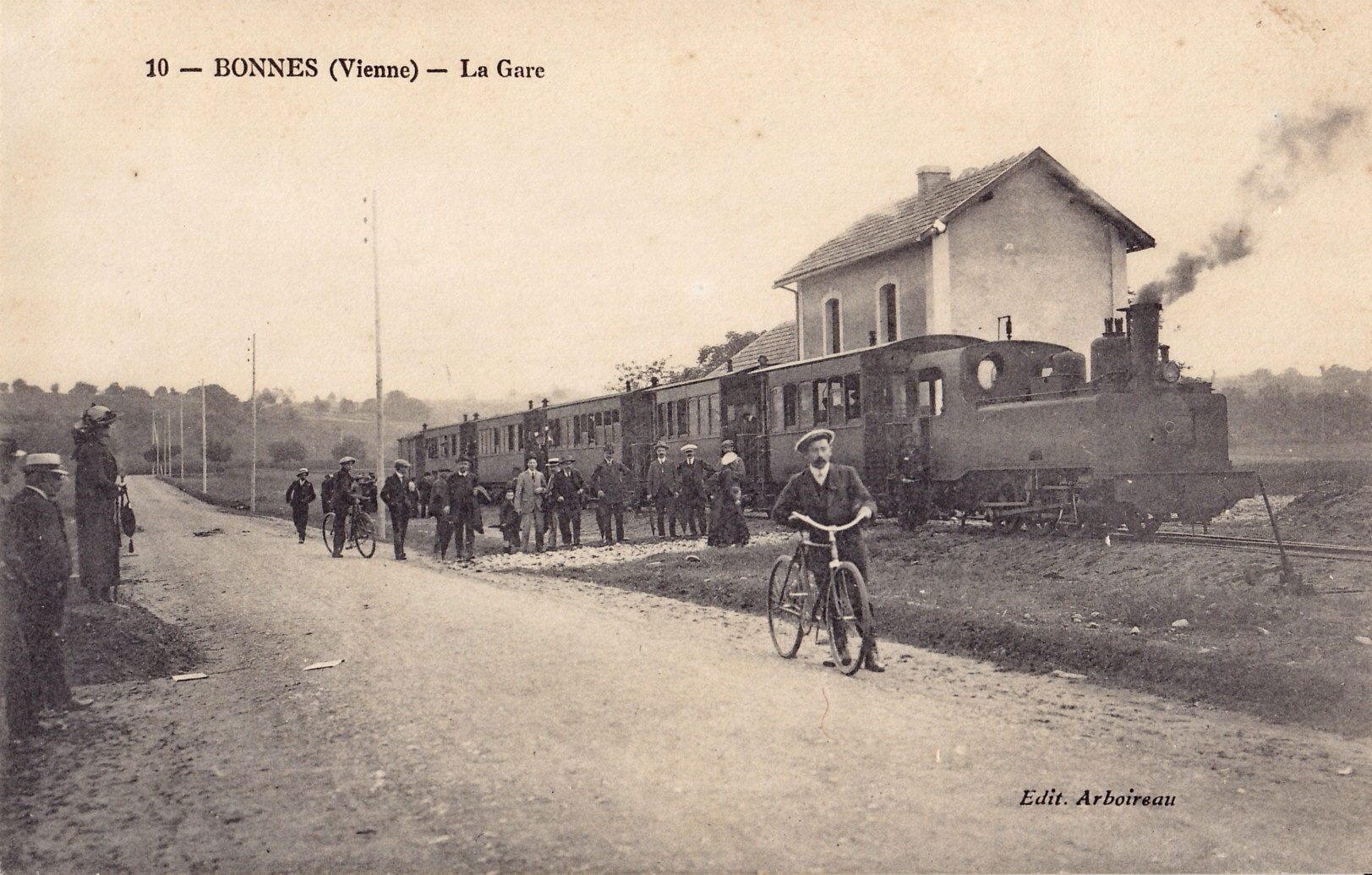
La gare de Bonnes

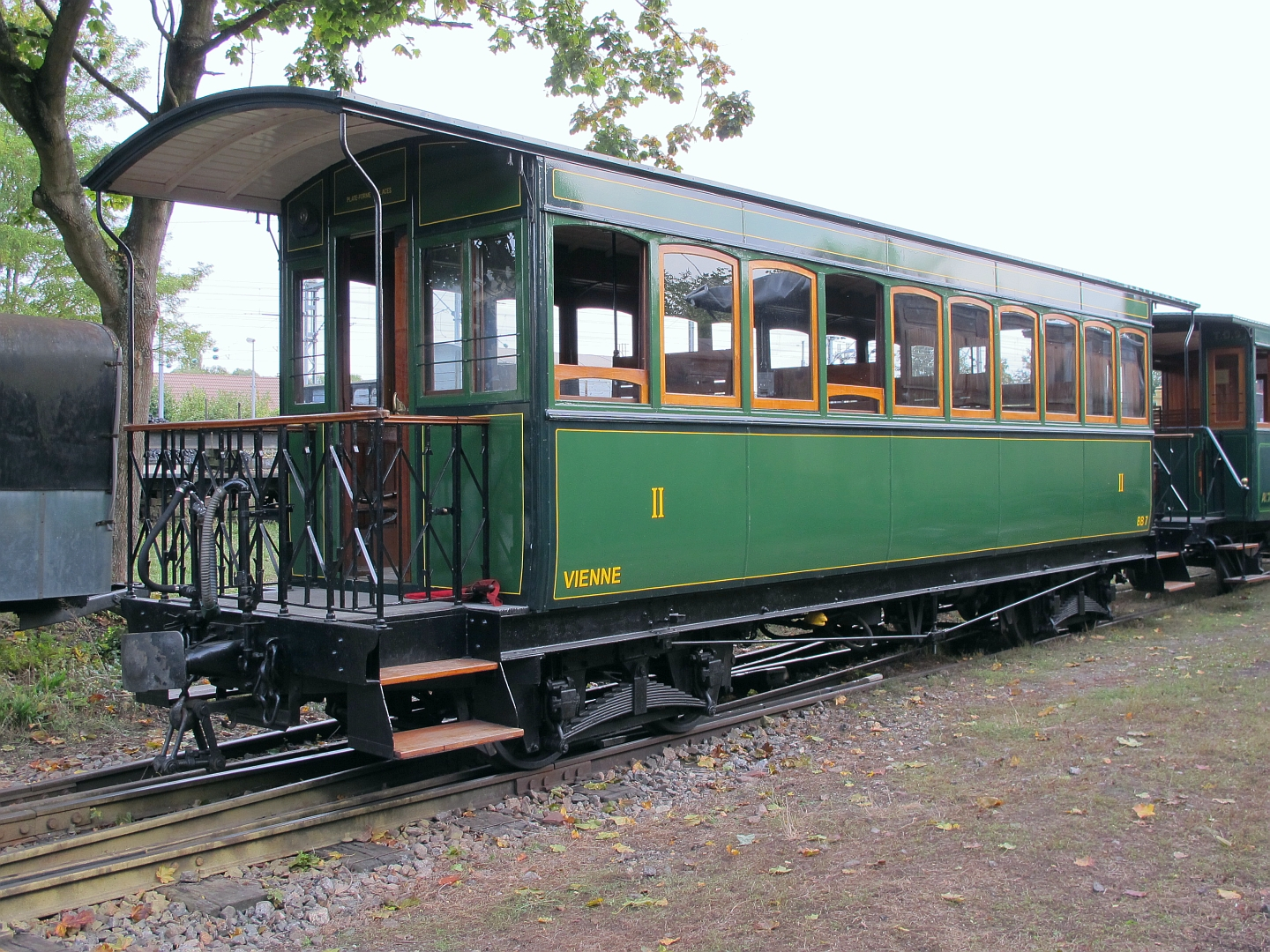
Voiture à bogie préservée au MTVS

Les Voies ferrées économiques du Poitou (VFEP) ont exploité le second réseau départemental de chemin de fer secondaire de la Vienne entre 1913 et 1935, en complément du premier réseau, exploité par les Tramways de la Vienne.

## Historique
La Société anonyme des voies ferrées du Poitou s'est substituée à MM. Beldant et Baert, entrepreneurs qui avaient obtenu la concession pour 50 ans de plusieurs lignes dans le département de la Vienne. Le réseau est déclaré d'utilité publique le 26 avril 1892. La société avait son siège 3 rue Paul-Beldant au Mans, et son siège d'exploitation boulevard Paul-Achard à Poitiers.

## Infrastructure
Les VFEP exploitaient les lignes suivantes, toutes construites à voie métrique :
- Châtellerault - Bouresse :
  - Châtellerault - Chauvigny, ouverte en 1914 ;
  - Chauvigny - Lhommaizé, ouverte en 1922 ;
  - Lhommaizé - Bouresse, ouverte en 1922; fermeture entre 1932 et 1934

|  |  |  | LSTR |

|  | exLSTRq | exSTRq | eABZg+r |  |

|  |  | uexKBHFa | BHF |  |

|  | uexBHF | STR |

| hLKRZWaeq | uxmKRZo | xABZgr |

| WASSER | uexSTR | exLSTRl |

| WABZgl | uexhKRZWae | WASSERq |

| WASSER | uexHST |  |

| WASSERl | uexhKRZWae | WASSER+r |

|  | uexBHF | WASSER |

|  | uexBHF | WASSER |

|  | uexBHF | WASSER |

|  | uexBHF | WASSER |

|  | uexHST | WASSER |

|  | uexBHF | WASSER |

|  | uexHST | WASSER |

| WASSER+l | uexhKRZWae | WASSERr |

| WASSER | uexBHF |  |

| uexKBHFaq | uexhKRZWaeq | uexABZgr+r |  |  |

|  | HUB | WASSER | uexBHF |  |  |  |

| exLSTRq | exBHFq | exhKRZWaeq | uexmKRZu | exSTR+r |  |  |

|  | WASSER | uexSTR | exSTRl | exLSTRq |

| WASSER | uexHST |  |

| WASSER | uexHST |  |

| WASSER | uexBHF |  |

| WASSER | uexHST |  |

| WASSERl | uexhKRZWae | WASSERq |

| uexBHF |

| uexBHF |

| STR+l | uxmKRZo | LSTRq |

| eBHF | uexBHF |  |

| LSTRq | STRr | uexSTR |  |  |

| uexHST |

| uexBHF |

| uexHST |

| uexKBHFe |

|  |  |  | LSTR |

|  | exLSTRq | exSTRq | eABZg+r |  |

|  |  | uexKBHFa | BHF |  |

|  | uexBHF | STR |

| hLKRZWaeq | uxmKRZo | xABZgr |

| WASSER | uexSTR | exLSTRl |

| WABZgl | uexhKRZWae | WASSERq |

| WASSER | uexHST |  |

| WASSERl | uexhKRZWae | WASSER+r |

|  | uexBHF | WASSER |

|  | uexBHF | WASSER |

|  | uexBHF | WASSER |

|  | uexBHF | WASSER |

|  | uexHST | WASSER |

|  | uexBHF | WASSER |

|  | uexHST | WASSER |

| WASSER+l | uexhKRZWae | WASSERr |

| WASSER | uexBHF |  |

| uexKBHFaq | uexhKRZWaeq | uexABZgr+r |  |  |

|  | HUB | WASSER | uexBHF |  |  |  |

| exLSTRq | exBHFq | exhKRZWaeq | uexmKRZu | exSTR+r |  |  |

|  | WASSER | uexSTR | exSTRl | exLSTRq |

| WASSER | uexHST |  |

| WASSER | uexHST |  |

| WASSER | uexBHF |  |

| WASSER | uexHST |  |

| WASSERl | uexhKRZWae | WASSERq |

| uexBHF |

| uexBHF |

| STR+l | uxmKRZo | LSTRq |

| eBHF | uexBHF |  |

| LSTRq | STRr | uexSTR |  |  |

| uexHST |

| uexBHF |

| uexHST |

| uexKBHFe |

Cette ligne a fermé entre 1932 et 1934.
- Lencloître - Lusignan (72 km) :
  - Lencloître - Neuville-de-Poitou (22 km), ouverte en 1913, fermée en 1932 ;
  - Neuville-de-Poitou - Lusignan (50 km), ouverte en 1921, fermée en 1934.

| exLSTR |

| exBHF | uexKBHFa |  |

| exLSTR | uexSTR |  |

| WASSERq | uexhKRZWae | WASSERq |

| uexBHF |

| uexBHF |

| WASSERq | uexhKRZWae | WASSERq |

| uexHST |

| uexBHF |

| uexHST |

| STR+l | uxmKRZu | LSTRq |

| eBHF | uexBHF |  |

| exLSTRq | eABZgr | uexSTR |  |  |

| LSTR | uexSTR |  |

| uexHST |

| uexBHF |

| uexHST |

| uexBHF |

| uexBHF |

| WASSERq | uexhKRZWae | WASSERq |

| uexBHF |

| WASSERq | uexhKRZWae | WASSERq |

| uexHST |

|  |  |  | uexSTRl | uexSTR+r |  | uexLSTR+l |

|  |  |  | uexSTR+l | uexABZql | uexBHFq | uexSTRr |

| WASSERq | uexhKRZWae | WASSERq |

| uexBHF |

| uexHST |

| WASSERq | uexhKRZWae | WASSERq |

| uexBHF |

| uexHST |

| RMq | lDSTRq | RMq |

| uexHST |

| uexBHF |

| LSTR | uexSTR |  |

| BHF | uexKBHFe |  |

| LSTR |

| exLSTR |

| exBHF | uexKBHFa |  |

| exLSTR | uexSTR |  |

| WASSERq | uexhKRZWae | WASSERq |

| uexBHF |

| uexBHF |

| WASSERq | uexhKRZWae | WASSERq |

| uexHST |

| uexBHF |

| uexHST |

| STR+l | uxmKRZu | LSTRq |

| eBHF | uexBHF |  |

| exLSTRq | eABZgr | uexSTR |  |  |

| LSTR | uexSTR |  |

| uexHST |

| uexBHF |

| uexHST |

| uexBHF |

| uexBHF |

| WASSERq | uexhKRZWae | WASSERq |

| uexBHF |

| WASSERq | uexhKRZWae | WASSERq |

| uexHST |

|  |  |  | uexSTRl | uexSTR+r |  | uexLSTR+l |

|  |  |  | uexSTR+l | uexABZql | uexBHFq | uexSTRr |

| WASSERq | uexhKRZWae | WASSERq |

| uexBHF |

| uexHST |

| WASSERq | uexhKRZWae | WASSERq |

| uexBHF |

| uexHST |

| RMq | lDSTRq | RMq |

| uexHST |

| uexBHF |

| LSTR | uexSTR |  |

| BHF | uexKBHFe |  |

| LSTR |

- Poitiers - Lavausseau (23 km), ouverte en 1921, fermée en 1934[1].

| LSTR |

| STR | uexLSTR |  |

| BHF | uexBHF |  |

| STRl | uxmKRZo | LSTRq |

|  | uexABZgl | uexLSTRq |

| RMq | lDSTRq | RMq |

| WASSERq | uexhKRZWae | WASSERq |

| uexBHF |

| RMq | lDSTRq | RMq |

| LSTRq | lDSTRq | LSTRq |

| uexBHF |

| uexBHF |

| uexBHF |

| uexBHF |

| uexLSTRq | uexABZgr |  |

| uexLSTR |

| LSTR |

| STR | uexLSTR |  |

| BHF | uexBHF |  |

| STRl | uxmKRZo | LSTRq |

|  | uexABZgl | uexLSTRq |

| RMq | lDSTRq | RMq |

| WASSERq | uexhKRZWae | WASSERq |

| uexBHF |

| RMq | lDSTRq | RMq |

| LSTRq | lDSTRq | LSTRq |

| uexBHF |

| uexBHF |

| uexBHF |

| uexBHF |

| uexLSTRq | uexABZgr |  |

| uexLSTR |

Le réseau atteignait 160 km.

## Gares de jonction
- Gare de Poitiers avec  l'État, le P.O et les tramways de la Vienne.
- Gare de Lencloître avec l'État et le P.O
- Gare de-Neuville-de-Poitou avec  l'État et le P.O
- Châtellerault  avec la Compagnie d'Orléans et le P.O[2].

## Exploitation

### Matériel roulant
Locomotives à vapeur :
Le matériel roulant initial était constitué des machines suivantes :
- no 10 à 23, type 030T Corpet-Louvet, 1909, (N°construction 1330 à 1343)[4], poids à vide 20 tonnes.

En 1928, le Guide Marchal indiquait que le matériel roulant de la compagnie était constitué de 14 locomotives de 14,5T, 46 voitures à voyageurs, 12 fourgons à bagages et 110 wagons de marchandises.

## Vestiges et matériels préservés
Une voiture à bogies (BB7) de 2e classe est préservée et restaurée par le Musée des tramways à vapeur et des chemins de fer secondaires français à Butry-sur-oise (95)  Classé MH (2013).
Une voiture à essieux (B12) de 2e classe est exposée devant l'ancienne gare VFEP de Latillé et sert de mini-musée dédié à ce réseau.